# International Numbering System
Das International Numbering System (INS) ist ein System zur Einstufung und Kennzeichnung von Lebensmittelzusatzstoffen, das von der Ernährungs- und Landwirtschaftsorganisation der Vereinten Nationen (FAO) und der Weltgesundheitsorganisation verwendet wird. Es wird vom Codex Committee on Food Additives and Contaminants (CCFAC) als Teil vom Codex Alimentarius, den Internationalen Lebensmittelstandards veröffentlicht. 
Das INS basierend auf der in der EU ab 1962 genutzten Systematik der E-Nummern, die – zunächst noch unter dem Oberbegriff EWG-Nummer – durch die Richtlinie 62/2645/EWG für färbende Stoffe offiziell eingeführt wurden. In den folgenden Jahren folgten die Richtlinie 64/54/EWG für Konservierungsstoffe, die Richtlinie 70/357/EWG für Antioxidationsmittel und die Richtlinie 74/329/EWG für Emulgatoren, Stabilisatoren, Verdickungs- und Geliermittel. 
Das INS ist nicht identisch mit dem System der E-Nummern, nutzt aber – bis auf wenige Ausnahmen – die gleiche Nummerierung der EU, allerdings ohne das führende „E“. Bei Erweiterungen werden die Nummern in beiden Systemen meist gegenseitig übernommen, sodass die Nummerierung bis heute großteils identisch ist. Allerdings ist das INS deutlich umfangreicher und enthält zahlreiche Zusatzstoffe, die in der EU nicht zugelassen sind. 
Das INS wird u. a. in Australien, Neuseeland und den USA verwendet.  
Teilweise werden Substanzen, die nach dem International Numbering System (INS) nummeriert wurden und in Europa nicht zugelassen sind, fälschlicherweise mit einem führenden „E“ angegeben, um darauf hinzuweisen, dass es sich um Lebensmittelzusatzstoffe handelt. Alle Lebensmittelzusatzstoffe mit gültiger E-Nummer sind in der aktuellen Fassung der Verordnung (EG) Nr. 1333/2008 aufgeführt.